# Толаи
Толаи (куануа, туна) — язык народа толаи, проживающего в Папуа — Новой Гвинее, на полуострове Газели в провинции Восточная Новая Британия. Толаи называют свой язык A Tinata Tuna — «настоящий язык». Принадлежит к океанийской ветви австронезийской семьи языков. Наиболее близкими являются языки подгруппы патпатар-толаи (в частности, патпатар в Новой Ирландии) и язык минигир (на полуострове Газели).
Толаи считается престижным языком, и является основным в двух главных центрах Восточной Новой Британии — Кокопо и Рабауле. По данным на 1991 год, на толаи говорили 62000 человек и ещё 20000 знали его в качестве второго («торгового») языка.
Регулярные контакты с европейцами начались в 1870—1875 годах, поэтому полный перевод Библии выполнен был выполнен достаточно рано. В отличие от многих языков Папуа — Новой Гвинеи, толаи не находится под угрозой исчезновения из-за растущей популярности креольского языка ток-писин. Однако даже он страдает от чрезмерного количества заимствований из этого языка, например исконное kubar («коричневый») было полностью вытеснено словом braun, а vilivil («велосипед») заменило aingau.
Толаи распадается на ряд диалектов — вунадидир, рапиток, ралуана, ванумами, ливуан, матупит, кокопо, кабакада, нодуп, кининанггунан, ракунеи, ребар, ватом и масава.

## Фонетика
Уникальной чертой толаи является утрата фонемы «s», которая сохранилась в близкородственных языках, распространенных на юге Новой Ирландии. Например, в этих языках «солнце» будет kesakese, а в толаи оно сократилось до keake. Однако по мере роста числа заимствований из английского и ток-писин, «s» возвращается в язык.

## Влияние на ток-писин
Толаи считается одним из главных языков-субстратов для языка ток-писин, являющегося одним из официальных языков Папуа — Новой Гвинеи. До 10 % лексики ток-писин заимствовано из толаи (или родственных языков). Например:
aibika (из ibika) — род маниока;

buai — кусочки семян пальмы арека («betel nut»);

guria — землетрясение;

kawawar (из kavavar) — имбирь;

kiau — яйцо;

lapun — пожилой человек;

umben (из uben) — рыболовная сеть;

liklik (из ikilik) — маленький

## Грамматика

### Местоимения
Местоимения в толаи имеют четыре числа (единственное, двойственное, тройственное и множественное) и три лица. Различается инклюзив и эксклюзив. Нет категории рода.
|                  | Единственное | Двойственное        | Тройственное           | Множественное      |
| ---------------- | ------------ | ------------------- | ---------------------- | ------------------ |
| 1-е эксклюзивное | iau (я)      | (a)mir (он/она и я) | (a)mital (они оба и я) | avet (все они и я) |
| 1-е инклюзивное  | —            | dor (ты и я)        | datal (вы оба и я)     | dat (все вы и я)   |
| 2-е              | u (ты)       | (a)mur (вы двое)    | (a)mutal (вы трое)     | avat (вы)          |
| 3-е              | ia (он/она)  | dir (они двое)      | dital (они трое)       | diat (они)         |

### Синтаксис
Обычный порядок слов в толаи — SVO
Существует интересный феномен с префиксом ni-, превращающим глагол в существительное.
Как правило, префикс просто добавляется в начале слова, однако в некоторых случаях ni- изменяется в -in- и становится инфиксом, который вставляется после начальной фонемы глагола (другими словами, ni- добавляется в качестве префикса, но потом начальная фонема глагола меняется местами с n префикса).
например:
- laun «жить» -> a nilaun «жизнь»
- ian «есть» -> a nian «еда»
- aring «молиться» -> a niaring «молитва».

Однако:
- varubu «сражаться» -> a vinarubu «бой»
- tata «разговаривать» -> a tinata «язык»
- mamai «жевать семена арека» -> a minamai «маленький запас таких семян для жевания».

Такие перестановки вводят в язык элемент нерегулярности.